# Hubert Willis
Pour les articles homonymes, voir Willis.
Hubert Willis est un acteur britannique né le 10 décembre 1876 à Reading (Royaume-Uni) et mort le 13 décembre 1933.

## Biographie
C'est l'acteur qui aurait joué le rôle du Docteur Watson le plus grand nombre de fois.

## Filmographie
- 1913 : A Message From Mars de Wallett Waller : le vagabond
- 1913 : The House of Temperley de Harold M. Shaw : Shelton
- 1914 : Bootle's Baby de Harold M. Shaw : l'adjudant
- 1914 : Liberty Hall de Harold M. Shaw : Pedrick
- 1914 : The Incomparable Bellairs de Harold M. Shaw : Capitaine Spencer
- 1914 : The Revenge of Mr. Thomas Atkins de George Loane Tucker : le colonel
- 1914 : The Two Columbines de Harold M. Shaw : Arlequin
- 1915 : Jelf's de George Loane Tucker
- 1915 : The Lion's Cubs de Ralph Dewsbury : Karl Kampf
- 1915 : The Man in the Attic de Ralph Dewsbury : Jarvis
- 1915 : The Middleman de George Loane Tucker : Batty Todd
- 1915 : The Third Generation de Harold M. Shaw : Onslow Frail
- 1916 : Altar Chains de Bannister Merwin : Charles Vaughan
- 1916 : His Daughter's Dilemma de Ralph Dewsbury : Sharp
- 1916 : Me and Me Moke de Harold M. Shaw : Labby
- 1916 : Partners at Last de Ralph Dewsbury : Joseph Trood
- 1916 : The Greater Need de Ralph Dewsbury
- 1916 : The King's Daughter de Maurice Elvey : le chef de la police
- 1916 : The Man in Motley de Ralph Dewsbury
- 1916 : The Man Without a Soul de George Loane Tucker : Jim Walton
- 1916 : The Manxman de George Loane Tucker : l'employé
- 1916 : The Mother of Dartmoor de George Loane Tucker : Moleskin
- 1917 : A Gamble for Love de Frank Wilson : Bryhynz
- 1917 : Justice de Maurice Elvey : le beau-frère
- 1920 : Aunt Rachel de Albert Ward : le comte
- 1920 : Lady Audley's Secret de Jack Denton : Sir Michael Audley
- 1920 : The Duchess of Seven Dials de Fred Paul : Lord Sloane
- 1920 : The Manchester Man de Bert Wynne : Simon Clegg
- 1920 : The Pursuit of Pamela de Harold M. Shaw : Peter Dodder
- 1921 : A Case of Identity de Maurice Elvey : Docteur Watson
- 1921 : A Scandal in Bohemia de Maurice Elvey : Docteur Watson
- 1921 : The Beryl Coronet de Maurice Elvey : Docteur Watson
- 1921 : The Copper Beeches de Maurice Elvey : Docteur Watson
- 1921 : The Devil's Foot de Maurice Elvey : Docteur Watson
- 1921 : The Dying Detective de Maurice Elvey : Docteur Watson
- 1921 : The Empty House de Maurice Elvey : Docteur Watson
- 1921 : The Hound of the Baskervilles de Maurice Elvey : Docteur Watson
- 1921 : The Man with the Twisted Lip de Maurice Elvey : Docteur Watson
- 1921 : The Noble Bachelor de Maurice Elvey : Docteur Watson
- 1921 : The Priory School de Maurice Elvey : Docteur Watson
- 1921 : The Red-Headed League de Maurice Elvey : Docteur Watson
- 1921 : The Resident Patient de Maurice Elvey : Docteur Watson
- 1921 : The Solitary Cyclist de Maurice Elvey : Docteur Watson
- 1921 : The Tiger of San Pedro de Maurice Elvey : Docteur Watson
- 1921 : Yellow Face de Maurice Elvey : Docteur Watson
- 1922 : Black Peter de George Ridgwell : Docteur Watson
- 1922 : Charles Augustus Milverton de George Ridgwell : Docteur Watson
- 1922 : The Abbey Grange de George Ridgwell : Docteur Watson
- 1922 : The Boscombe Valley Mystery de George Ridgwell : Docteur Watson
- 1922 : The Bruce Partington Plans de George Ridgwell : Docteur Watson
- 1922 : The Golden Pince-Nez de George Ridgwell : Docteur Watson
- 1922 : The Greek Interpreter de George Ridgwell : Docteur Watson
- 1922 : The Musgrave Ritual de George Ridgwell : Docteur Watson
- 1922 : The Naval Treaty de George Ridgwell : Docteur Watson
- 1922 : The Norwood Builder de George Ridgwell : Docteur Watson
- 1922 : The Red Circle de George Ridgwell : Docteur Watson
- 1922 : The Reigate Squires de George Ridgwell : Docteur Watson
- 1922 : The Second Stain de George Ridgwell : Docteur Watson
- 1922 : The Six Napoleons de George Ridgwell : Docteur Watson
- 1922 : The Stockbroker's Clerk de George Ridgwell : Docteur Watson
- 1923 : His Last Bow de George Ridgwell : Docteur Watson
- 1923 : Silver Blaze de George Ridgwell : Docteur Watson
- 1923 : The Blue Carbuncle de George Ridgwell : Docteur Watson
- 1923 : The Cardboard Box de George Ridgwell : Docteur Watson
- 1923 : The Crooked Man de George Ridgwell : Docteur Watson
- 1923 : The Disappearance of Lady Frances Carfax de George Ridgwell : Docteur Watson
- 1923 : The Engineer's Thumb de George Ridgwell : Docteur Watson
- 1923 : The Final Problem de George Ridgwell : Docteur Watson
- 1923 : The Gloria Scott de George Ridgwell : Docteur Watson
- 1923 : The Missing Three-Quarter de George Ridgwell : Docteur Watson
- 1923 : The Dancing Men de George Ridgwell : Docteur Watson
- 1923 : The Mystery of Thor Bridge de George Ridgwell : Docteur Watson
- 1923 : The Speckled Band de George Ridgwell : Docteur Watson
- 1923 : The Stone of Mazarin de George Ridgwell : Docteur Watson
- 1923 : The Three Students de George Ridgwell : Docteur Watson